# Body Language (Queen)
Body Language è un singolo del gruppo musicale britannico Queen, pubblicato il 19 aprile 1982 come secondo estratto dal decimo album in studio Hot Space. Il videoclip della canzone fu il primo ad essere messo al bando da MTV per il suo contenuto erotico.
Il titolo completo della canzone, come stampato sulla copertina del singolo e sulla lista delle tracce nel retro-copertina dell'album Hot Space, è Body Language ↑⬱. Il senso e la pronuncia delle frecce non sono mai stati spiegati dai membri della band.

## Il brano
Il brano, scritto da Freddie Mercury, mostrò ai fan del gruppo e alla critica il cambio di direzione delle sonorità dei Queen, passando dall'hard rock al dance pop elettronico. Il grande successo ottenuto da Another One Bites the Dust nei primi anni ottanta, ispirò ai Queen il temporaneo abbandono del loro caratteristico sound glam rock, e la sperimentazione con generi quali disco music, funk e soul. Body Language e il relativo album dal quale è tratta Hot Space furono il risultato di questo cambiamento. Body Language non contiene quasi nessun suono di chitarra elettrica; se non qualche accordo d'atmosfera, e un breve riff di due note nella dissolvenza finale. La canzone si regge tutta sul ritmo e l'atmosfera e non possiede una melodia vera e propria, con l'enfasi posta sulle parole del testo, una "furtiva" linea di basso sintetico (per la precisione un Oberheim OB-X), e i provocanti sospiri e gemiti di Mercury.
Questo esperimento non piacque e i risultati in classifica si videro subito con un 25º posto nel Regno Unito. In Italia l’accoglienza fu migliore, come attestato dalla 13ª posizione raggiunta nella classifica dei singoli di quell'anno.
Il lato B del singolo è Life Is Real (Song for Lennon), canzone dedicata all'ex cantante dei Beatles John Lennon assassinato due anni prima.

## Esecuzioni dal vivo
Il brano venne eseguito in concerto due volte durante la parte europea dello Hot Space Tour, la prima volta il 13 maggio a Vienna, anche se in un arrangiamento molto diverso rispetto a quello del disco. Venne eseguita molto più di frequente negli Stati Uniti, dove Body Language aveva ricevuto migliore accoglienza.

## Tracce
1. Body Language ↑⬱ - 4:29
2. Life Is Real (Song for Lennon) - 3:31

## Formazione
- Freddie Mercury - voce solista e cori, sintetizzatore, drum machine, synth bass
- Brian May - chitarra elettrica
- Roger Taylor - batteria elettronica

## Accoglienza
Il drastico cambio stilistico causò un non esaltante piazzamento al 25º posto della classifica britannica. Tuttavia, il singolo ebbe un riscontro migliore negli Stati Uniti, dove Body Language arrivò fino alla posizione numero 11 della Billboard Hot 100.
Sempre negli Stati Uniti d'America il videoclip promozionale della canzone creò molte polemiche e diede scandalo a causa del suo contenuto erotico, e venne conseguentemente bandito da MTV.
In una recensione dell'epoca apparsa sulla rivista Rolling Stone, il critico John Milward descrisse Body Language: "Un pezzo funk che non diverte".

## Riferimenti nella cultura di massa
- Body Language può essere brevemente ascoltata nel documentario Stripper del 1984, nella scena dove si vede danzare la ballerina Sara Costa.
- Il brano è stato inserito nella colonna sonora di una puntata della serie televisiva Nip/Tuck.
- I Foo Fighters utilizzarono Body Language in un video promozionale per il loro tour Wasting Light, intitolato Hot Buns. Dave Grohl dichiarò di aver scelto di usare la canzone per il video, che mostra i membri del gruppo mentre ballano nudi sotto la doccia, perché: «Sembra la colonna sonora di un film porno gay».[3]